# Bechyně
Bechyně (německy Bechin, Beching nebo Bechingen) je město v okrese Tábor v Jihočeském kraji, devatenáct kilometrů jihozápadně od Tábora na soutoku Smutné a Lužnice. Žije zde přibližně 4 800 obyvatel.
Město je známé výrobou keramiky a lázněmi; Bechyně má statut lázeňského místa, ve kterém je poskytována lázeňská léčebně rehabilitační péče.  Historické jádro města je od roku 1990 městskou památkovou zónou. 

## Název
Název města je odvozen z osobního jména Bech ve významu Bechova hora, tvrz apod. V historických pramenech se název objevuje ve tvarech: Behin (1167), Bechinensis (1216), „in prov. Bechinensi“ (1295), Bechingen (1306), Beching (1307), Bechina (1352–1405), Bechynye (1398), Bechinie (1414), „oblehl hrad Bechyni“ (1428), na Bechyni (1424, 1508), Bechyně (1615), Bechyn (1654) a Bechynie (1678).

## Historie

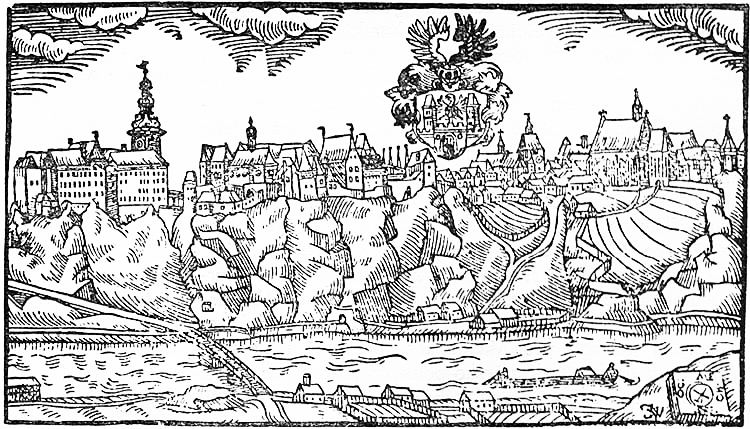
Bechyně podle Jana Willenberga, 1602

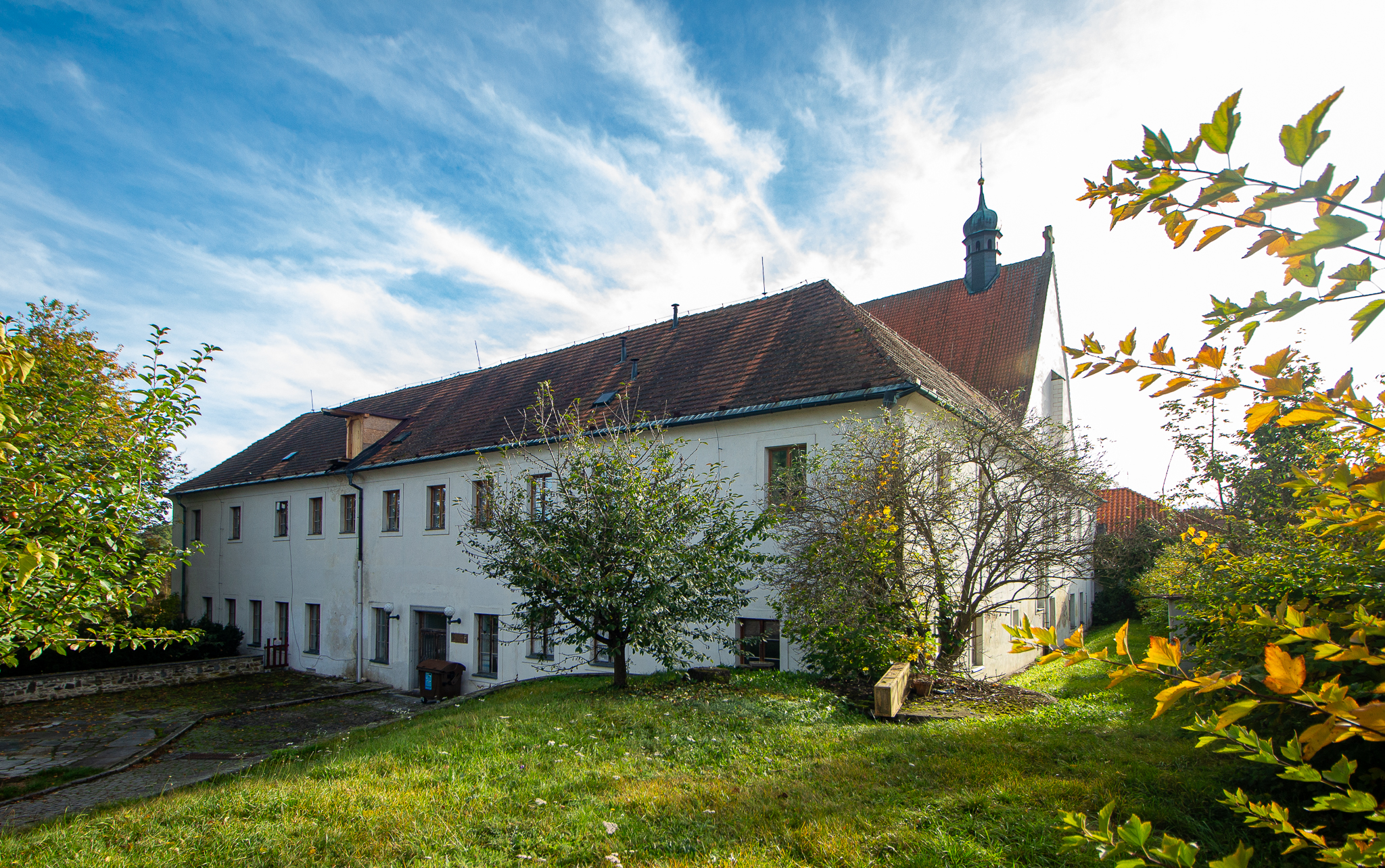
Bechyňský klášter františkánů založený na konci 13. století

Prostor dnešního města byl osídlen již od pravěku. V místech pozdějšího zámku pravděpodobně existovalo opevněné hradiště už na přelomu starší a střední doby bronzové a později snad i v době halštatské a laténské. Při rekonstrukci náměstí v roce 2011 našli archeologové množství keramiky a keltské osídlení z období prvního století před naším letopočtem.
V 9. století bylo na ostrožně nad řekou vybudováno slovanské hradiště, které se podle Kosmovy kroniky stalo správním centrem kraje označeného jako provincia Bechin. První písemná zmínka o zdejším osídlení z roku 1167 uvádí bechyňského arcidiakona Dětleba.   Bechyně patřila pražskému biskupství. V roce 1281 zde byl založen františkánský klášter. Biskup Jan III. z Dražic prodal v roce 1283 Bechyni Přemyslu Otakaru II., který zde nechal postavit hrad. V roce 1323 zde Jan Lucemburský založil město. Během husitských válek byla Bechyně několikrát vydrancována a vypálena.. 
Po roce 1340 se v držení Bechyně střídaly různé šlechtické rody – Šternberkové, Bechyňové z Lažan, Švamberkové i Rožmberkové a jako poslední Paarové Nejvýznamnější majitelé Bechyně přitom byli Šternberkové (na které upomínají náhrobní kameny v klášterním kostele) a poté ve druhé polovině 16. století Rožmberkové. V té době došlo k významnému rozvoji města a k přestavbě původního hradu na renesanční zámek.
Během třicetileté války byl bechyňský klášter vydrancován při vpádu Buquoyových vojsk.
Do roku 1776 byla Bechyně krajským městem Bechyňského kraje, pak přišel úpadek na město okresní a postupná ztráta významu.
Od 15. století ve městě vzkvétalo také hrnčířství, které zde založilo keramickou tradici. První keramická dílna tu vznikla koncem 19. století. V roce 1884 byla ve městě otevřena nejstarší odborná keramická škola v Čechách, která dodnes funguje a nadále se v ní vyučuje. Sami žáci této školy produkovali keramiku, jež se stávala ceněným zbožím a výrobky z období secese jsou dodnes vyhledávané mezi sběrateli.[chybí lepší zdroj]

## Přírodní poměry
V katastrálním území Bechyně je přírodní památka a evropsky významná lokalita – koryto řeky Lužnice.

## Obyvatelstvo
| Rok            | 1869  | 1880  | 1890  | 1900  | 1910  | 1921  | 1930  | 1950  | 1961  | 1970  | 1980  | 1991  | 2001  | 2011  | 2021  |
| -------------- | ----- | ----- | ----- | ----- | ----- | ----- | ----- | ----- | ----- | ----- | ----- | ----- | ----- | ----- | ----- |
| Počet obyvatel | 2 994 | 2 816 | 2 709 | 2 714 | 2 754 | 2 725 | 2 742 | 2 746 | 4 818 | 5 067 | 5 689 | 6 151 | 5 931 | 5 278 | 4 870 |
| Počet domů     | 435   | 445   | 456   | 445   | 470   | 506   | 588   | 657   | 723   | 745   | 787   | 950   | 982   | 1 040 | 1 048 |

## Městská správa

### Části města
- Bechyně
- Hvožďany
- Senožaty

### Městské symboly
Znak města je historický, vlajka byla městu udělena rozhodnutím předsedy Poslanecké sněmovny Parlamentu České republiky dne 4. června 1998.

## Hospodářství

### Keramický závod
Keramická tradice města se píše od 16. století, kdy se ve městě rozvíjelo hrnčířství a kamnářství. Klasickou střešní krytinu „bechyňské háky“ lze ještě dnes spatřit na některých domech. V roce 1884 byla ve městě otevřena první česká keramická škola na území Rakousko-Uherska. Ve východní části města (Na Libuši) stojí od roku 1961 továrna na sanitární keramiku Jihočeská keramika (JIKA). V roce 1991 do firmy kapitálově vstoupila společnost Schweizer Keramik Holding AG Laufen. Bechyňský a znojemský závod patří nyní pod firmu Laufen CZ se sídlem v Praze.

### Lázně Bechyně
Místní lázně, jejichž tradice sahá do první poloviny 17. století, se specializují na léčbu a rekondici pohybového ústrojí s využitím slatiny z nedalekých Blat.

### Pivovar Keras
V roce 2018 zde byl založen pivovar s názvem Keras.

## Doprava
Město stojí na křižovatce silnic II/122 a II/135. Končí v něm železniční trať Tábor–Bechyně, na které ve městě jsou zastávka Bechyně zastávka a stanice Bechyně.

## Pamětihodnosti

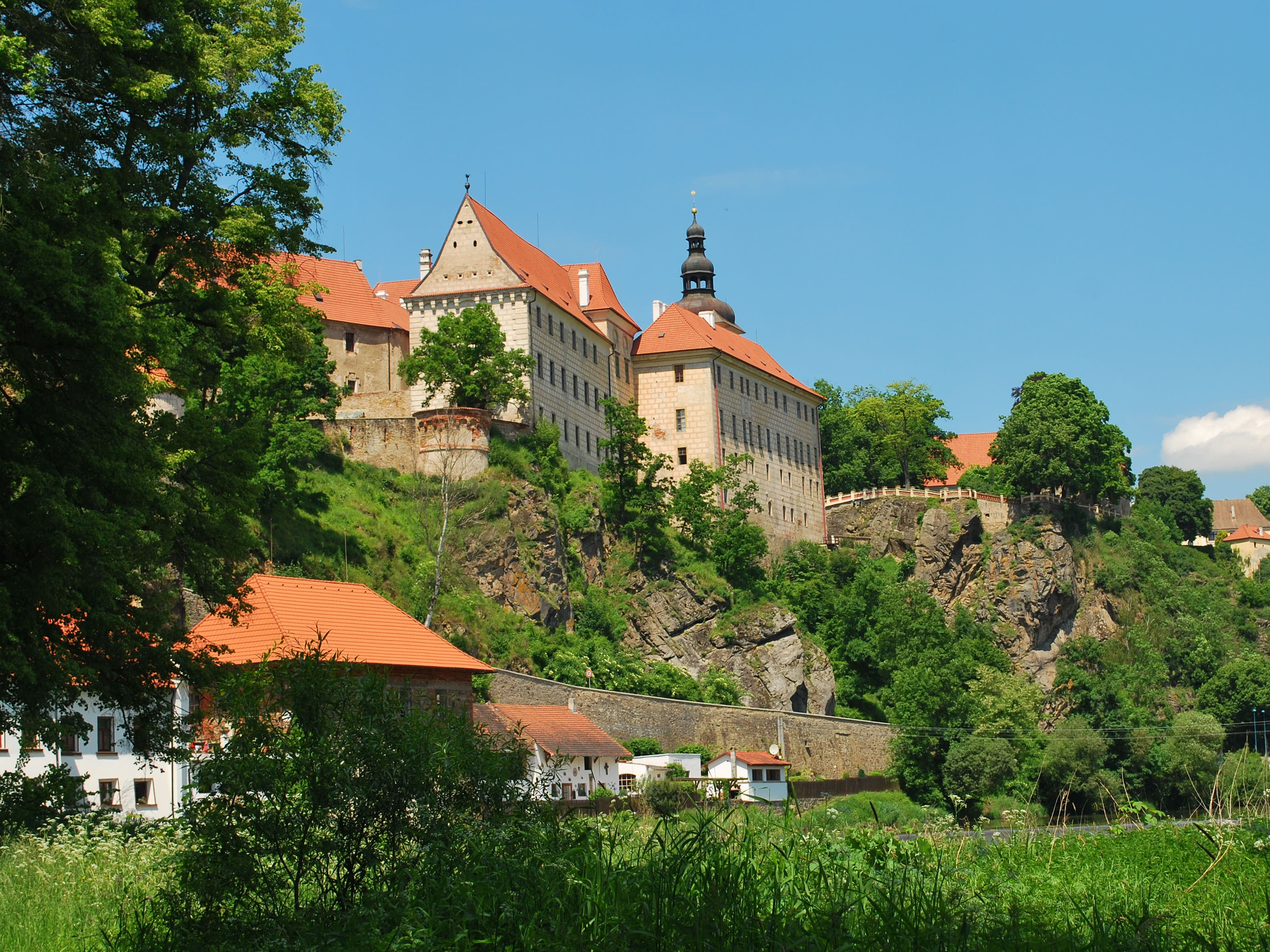
Bechyňský zámek

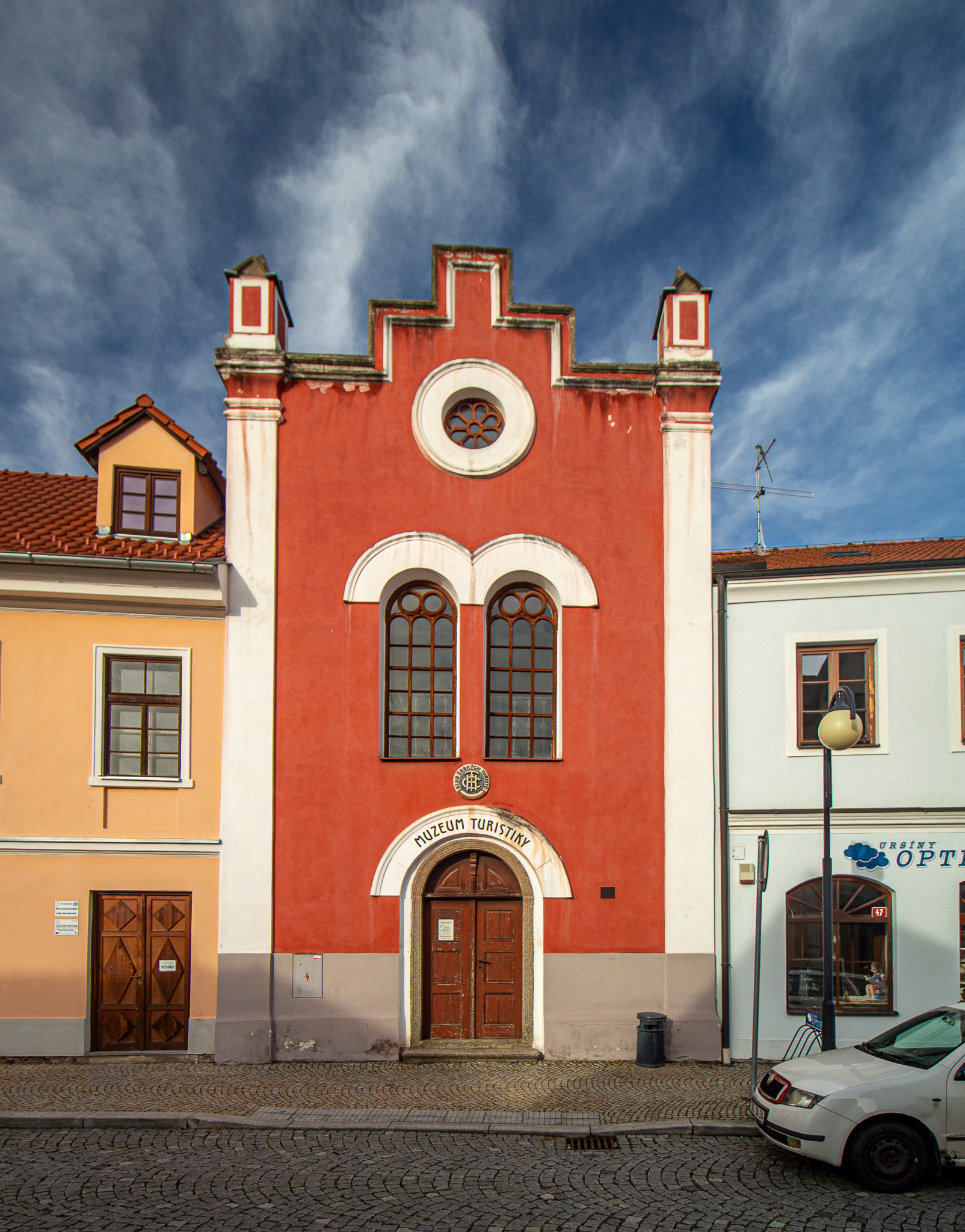
Bechyňská synagoga

- Zámek Bechyně – V 16. století nechal Petr Vok z Rožmberka přestavět původně gotický hrad na své hlavní, nejmilejší a tehdy ještě mládenecké sídlo, reprezentativní renesanční zámek, kde se také později (14. února 1580) oženil s Kateřinou z Ludanic. Po smrti staršího bratra Viléma z Rožmberka, zdědil Petr Vok celé rožmberské panství (do kterého náležela i Bechyně), Vok však kromě panství zdědil také dluhy po bratru Vilémovi. Proto nedobrovolně obětoval v roce 1596 Bechyni rodu Šternberků, aby smazal dluhy. Po Šternbercích vlastnil zámek téměř dvě staletí rod Paarů. V současné době zámek patří Josefu Šťávovi. Komplex bechyňského zámku je veřejně přístupný a prohlídková expozice představuje především historicky nejvýznamnějšího majitele panství Petra Voka z Rožmberka.
- Městské opevnění
- Františkánský klášter; v interiéru zaujme vzácná sklípková klenba a náhrobní kameny držitelů Bechyně. Okolo kláštera jsou terasovité klášterní zahrady s výhledem do údolí Lužnice. Klášterní kostel Nanebevzetí Panny Marie, vévodící skále nad Lužnicí, byl postaven v roce 1491 a byl řešen jako síňové dvoulodí s obdélným, polygonálně uzavřeným presbytářem..
- Dominantou Masarykova náměstí s řadou historických domů je děkanský kostel svatého Matěje. Kostel vznikl na přelomu 13. a 14. století a dnešní podobu získal po přestavbě v roce 1740. Uprostřed náměstí je lípa T. G. Masaryka z roku 1918. Před kostelem se nalézá socha svatého Jana Nepomuckého.
- Hřbitovní kostel svatého Michaela s barokní eliptickou centrálou nechal postavit ve druhé polovině 17. století Jan Norbert ze Šternberka. Poblíž kostela upomíná na zaniklou židovskou komunitu ve městě bývalý židovský hřbitov s náhrobky z druhé poloviny 17. století.
- Bývalá synagoga – 1. července 2006 v ní bylo otevřeno vůbec první české Muzeum turistiky.[20]
- Výklenková kaple svatého Antonína se nachází na pravém břehu Lužnice u Zářečského mostu.
- Bývalé Dolní lázně v Zářečí, na levém břehu Lužnice.
- Na levém břehu Lužnice, nedaleko Zářečského mostu, jsou umístěna kamenná boží muka.
- Další kamenná boží muka zasvěcená svaté Anně se nalézají na Táborské ulici, u silnice k Větrovu, pod zámkem.
- Na Zářečských schodech se nachází výklenková kaple.
- Na křižovatce ulic Písecká a Fáberova, na vyvýšeném návrší, se nalézá kaple.

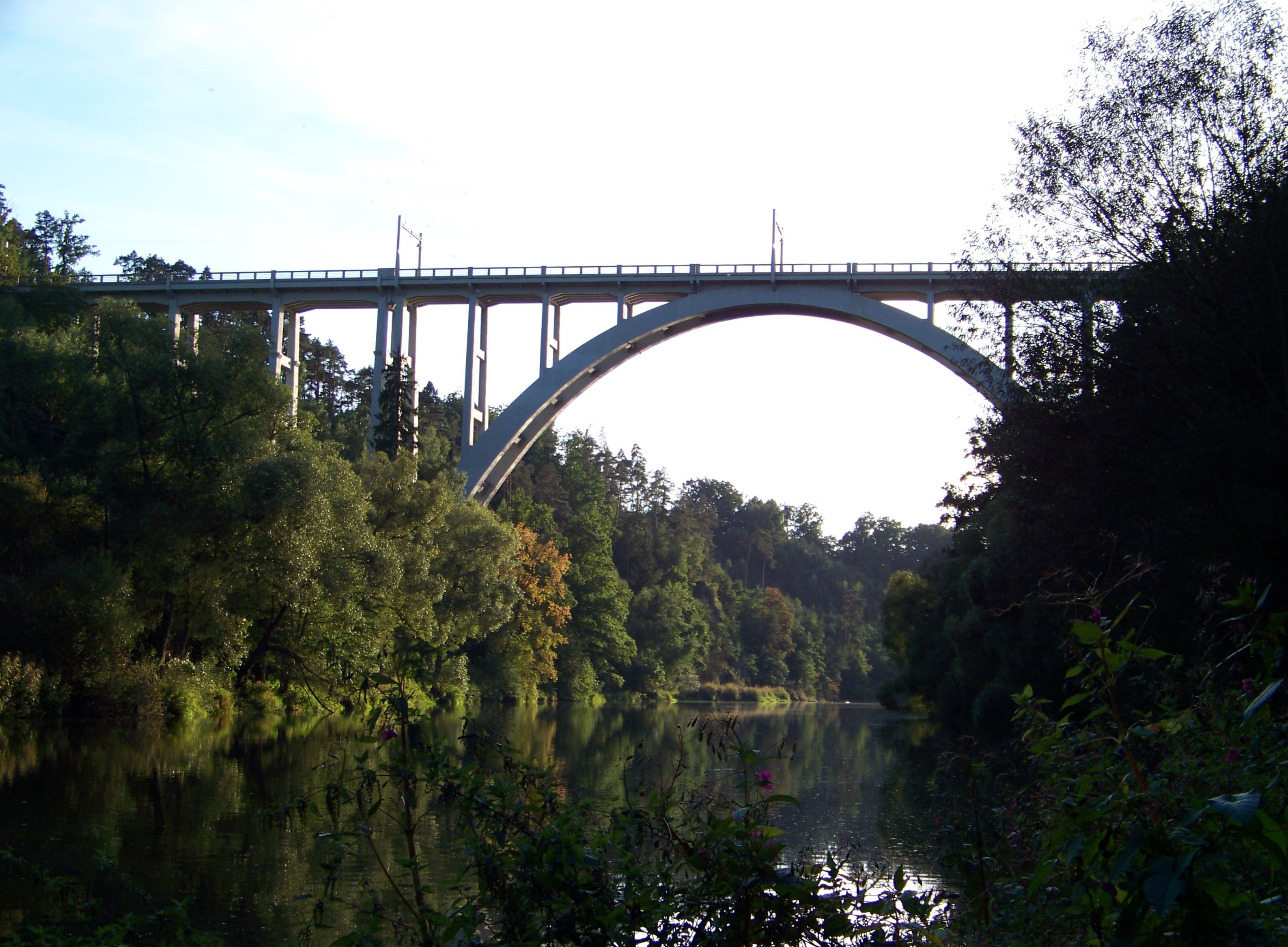
Bechyňský most

- Železobetonový most, nazývaný Bechyňská duha, překlenul v roce 1928 hluboké údolí Lužnice ve výšce 50 metrů nad řekou. Dodnes je používán v silniční i železniční dopravě. Most je dlouhý 203 metrů, jeho šíře je 8,90 metrů. Rozpětí oblouku je 90 metrů. Projekt vypracoval E. Viktora a vlastní stavbu realizovala firma inž. Hlava a dr. Kratochvíl.[21]
- Pomník padlým zhotovil Jan Vítězslav Dušek.[22]

## Muzea
- Městské muzeum Bechyně[23]
- Muzeum turistiky
- Hasičské muzeum s unikátní sbírkou staré hasičské techniky bylo v roce 2001 přestěhováno z původního umístění v bývalé synagoze v Široké ulici do budovy muzea na náměstí Tomáše Garrigua Masaryka. Od roku 2019 se nachází v nově zrekonstruované budově bývalého zemědělského výkupu vedle autobusového nádraží.[24][25]
- V bývalém zámeckém pivovaru byla pobočka Alšovy jihočeské galerie, od roku 2021 se nachází v ulici Novodvorská[26].
- V bývalé zámecké sýpce, dnes Výstavní prostor Zámecká sýpka je umístěna expozice Vladimíra Preclíka.[27]

## Rodáci
- Ladislav Dvořák (1866 – 1952), právník, pedagog a politik
- Václav Dvořák (1921 – 2008), římskokatolický kněz
- Ladislav Haškovec (1866 – 1944), profesor neuropatologie na Univerzitě Karlově v Praze
- Prokop Miroslav Haškovec(1876 – 1935), romanista a překladatel
- František Hošek (1871– 1895), sochař
- Jan Kolář (1920 – 1998), sochař
- František Korbel (1831 – 1920), revolucionář z roku 1848 a podnikatel
- Alois Paar (1840 – 1909),  česko-rakouský šlechtic a rakousko-uherský generál
- Karel Jan Václav Paar (1834 – 1917), česko-rakouský šlechtic a politik
- Václav Pichl (1741 – 1805), hudební skladatel a houslista
- Karel Postl (1769 – 1818), malíř, kreslíř a grafik
- Václav Vojtěch ze Šternberka (1643 – 1708), český šlechtic, vysoký zemský úředník a barokní mecenáš

## Zajímavosti
- Město disponuje sportovním stadionem s dětským a plaveckým bazénem a je vyhledáváno vodáky (Lužnice s přítoky – říčka Smutná a Židova strouha) a turisty díky okolní přírodě.
- V květnu 2014 byla na levém břehu řeky Lužnice asi 1 km po jejím proudu (směrem od města Bechyně) oficiálně otevřena zajištěná cesta (via ferrata).[28]
- Přes Bechyni vede 55 km dlouhá turistická Stezka údolím Lužnice, která jako první v Česku získala evropský certifikát Leading Quality Trails Best of Europe.[29][30][31]
- V blízkém sousedství bechyňského zámku je obora o rozloze 140 hektarů, ve které se chovají daňci a mufloni.[32]
- V roce 1903 vybudoval František Křižík (1847–1941) jednu z prvních elektrifikovaných železnic v Rakousko-Uhersku, elektrickou dráhu Tábor – Bechyně. Nostalgické vyhlídkové jízdy původní soupravy se konají v letní turistické sezóně.

- Na bohatou divadelní tradici města, kde se již v roce 1855 hrálo ochotnické divadlo, navazují divadelní přehlídky Kulturního domu. V Kulturním domě je i Galerie u Hrocha, Městská knihovna a pivnice Kulturák. V Bechyni se konaly a konají každoroční divadelní přehlídky:
  - 1971–2004 festival Divadelní Bechyně (původně armádní soutěž)[33]
  - od roku 1989, v Bechyni od roku 1993 Faustování (loutkové divadlo, loutkářství)[34][35]
  - od roku 1992 v létě v klášterní zahradě Divadlo v trávě[36]
  - od roku 1994 Bechyňské jaro[33][37]
  - od roku 1995 v zimě Bechyňské perlení[33][33]
- Z Bechyně pochází osmý a desátý ministr financí ČR Miroslav Kalousek (* 1960), spoluzakladatel politické strany TOP 09.
- V USA v Minnesotě leží městečko se stejným názvem „Bechyn“. Dodnes se hrdě hlásí k českému původu a každoročně pořádají tzv. „Bechyn Czechfest“. Na něm se společně setkávají a společně udržují dávné tradice. Jde o živou komunitu, která o své činnosti nezapomíná informovat i na webu a sociálních sítích.

## Galerie

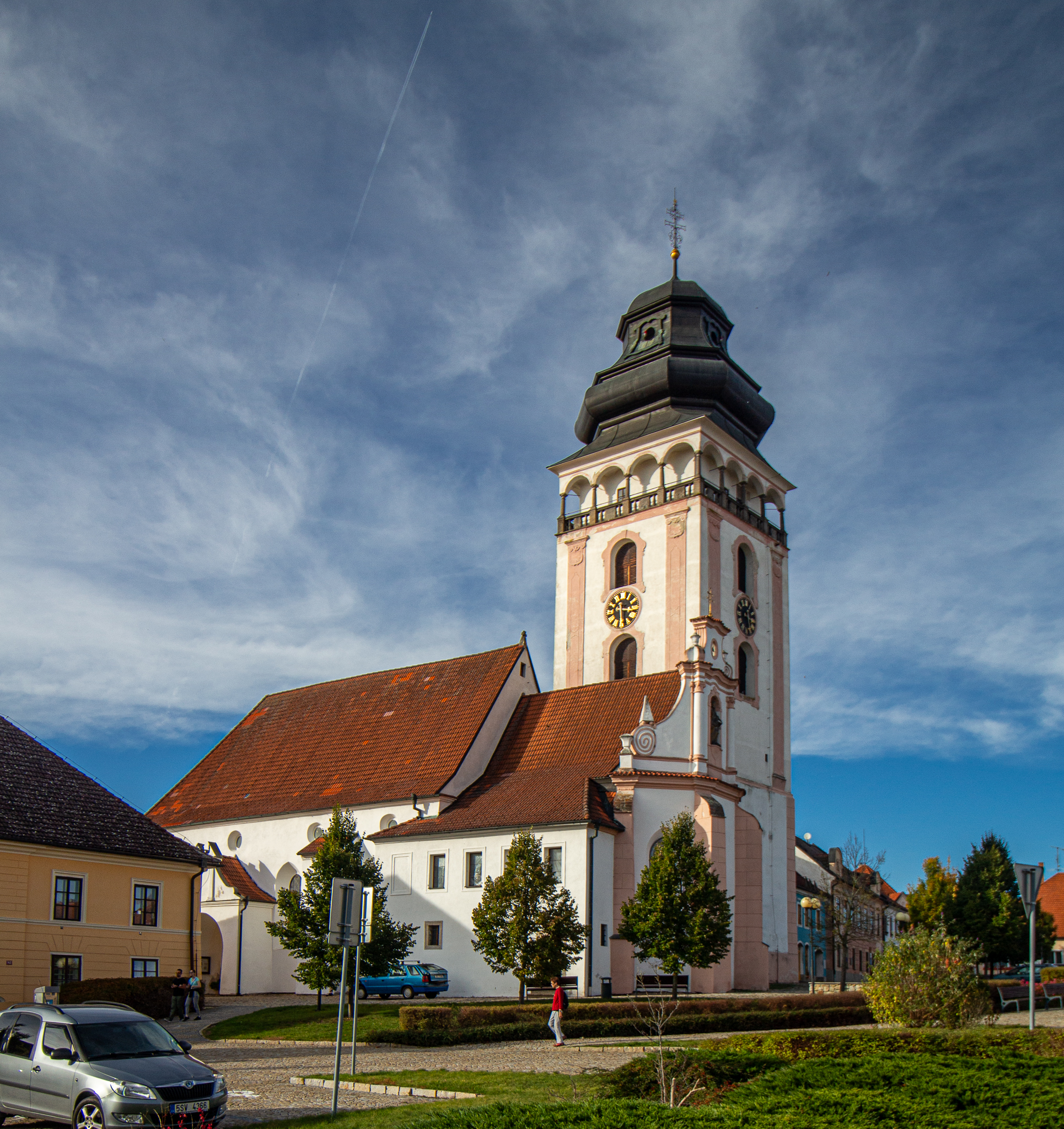
Kostel sv. Matěje
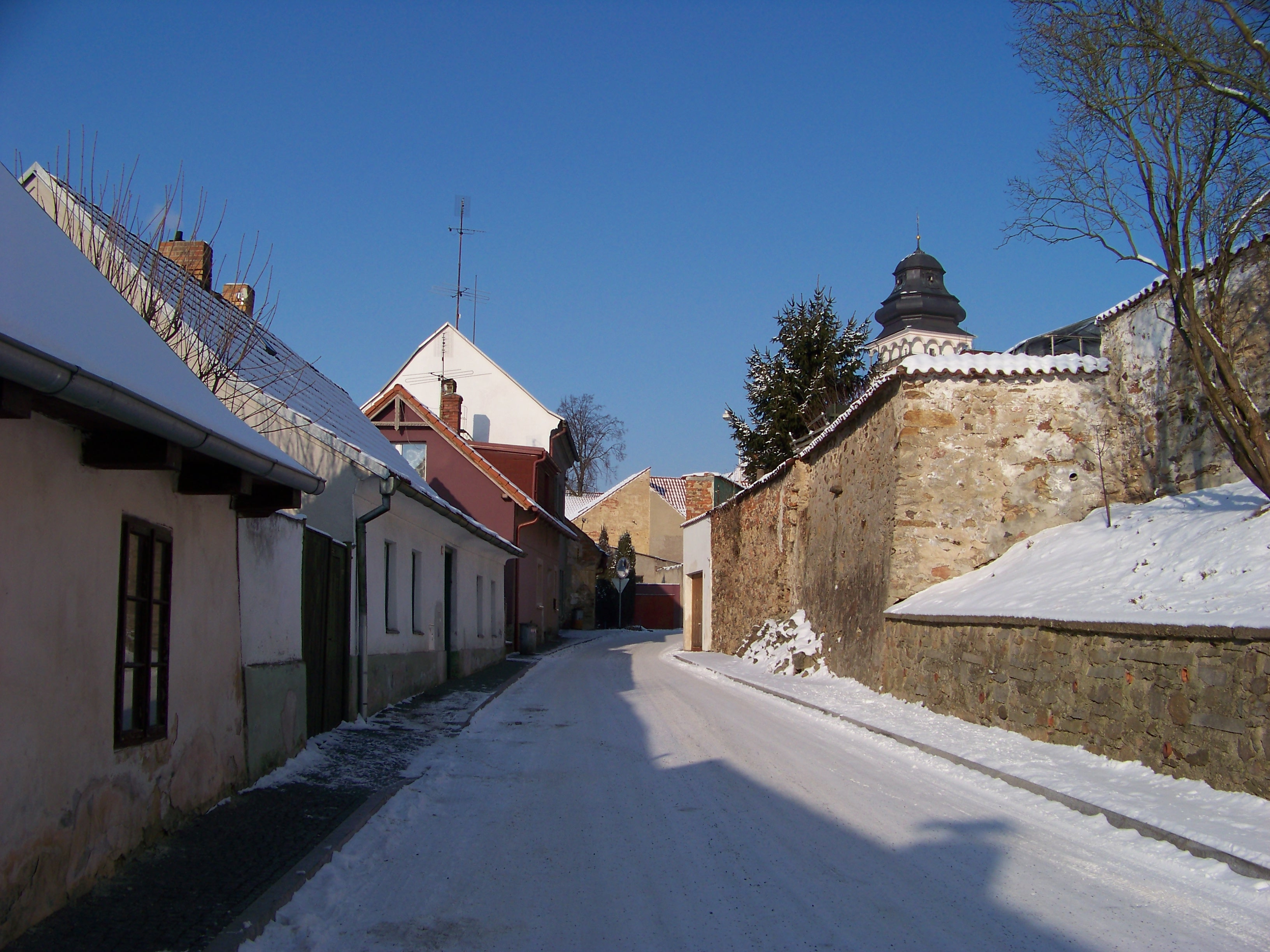
Táborská ulice
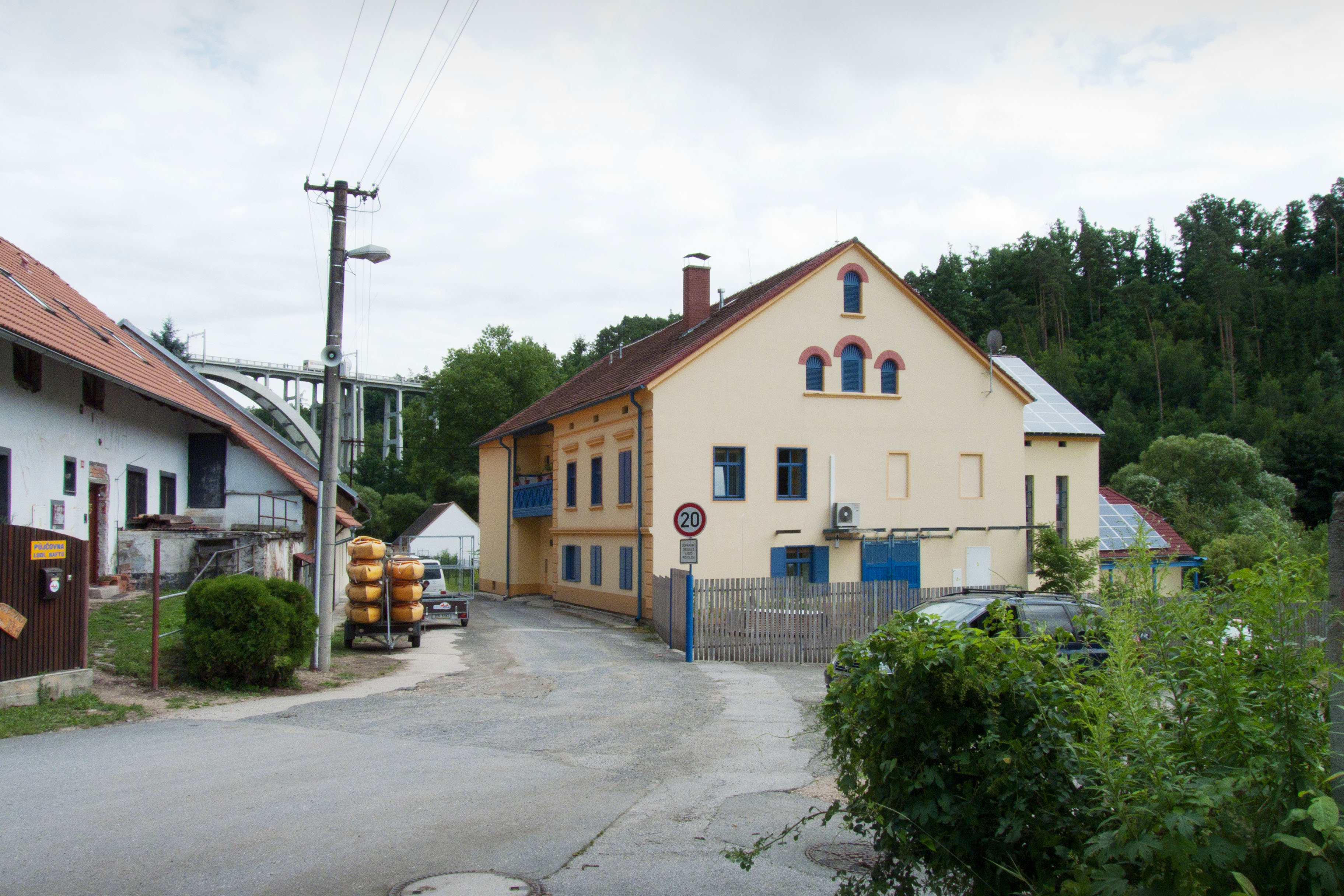
Mlýn
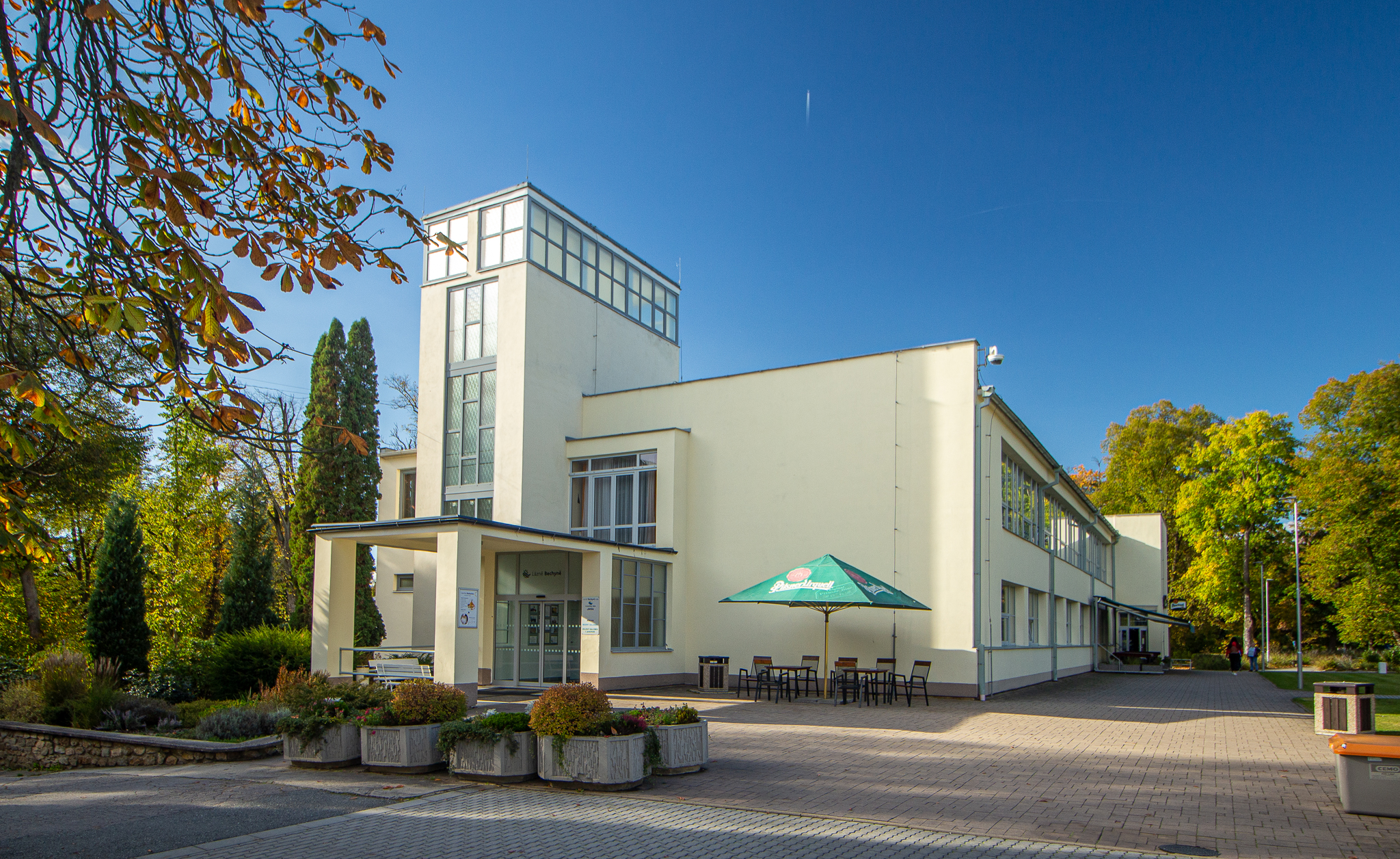
Lázně Běchyně
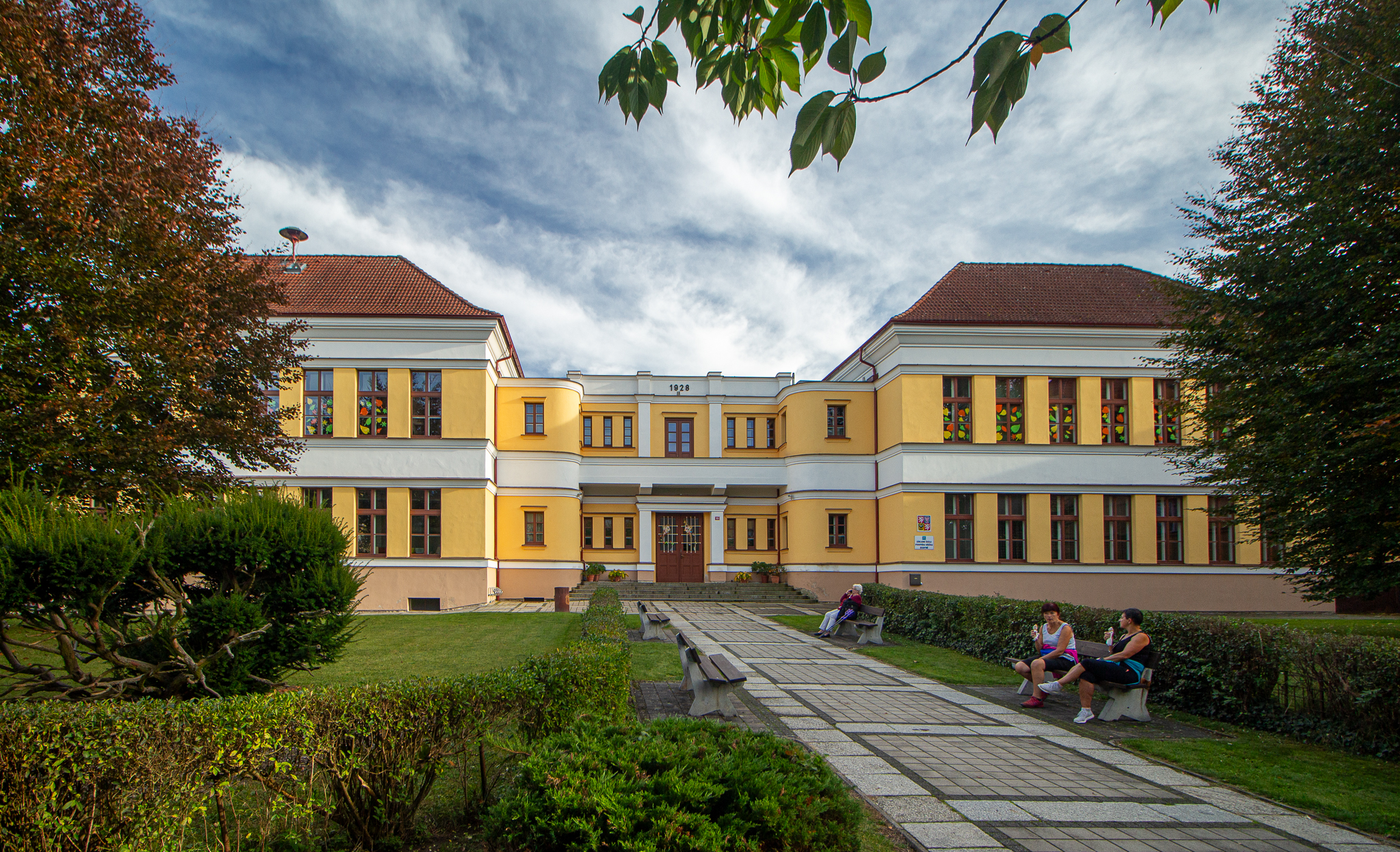
Bechyňská základní škola
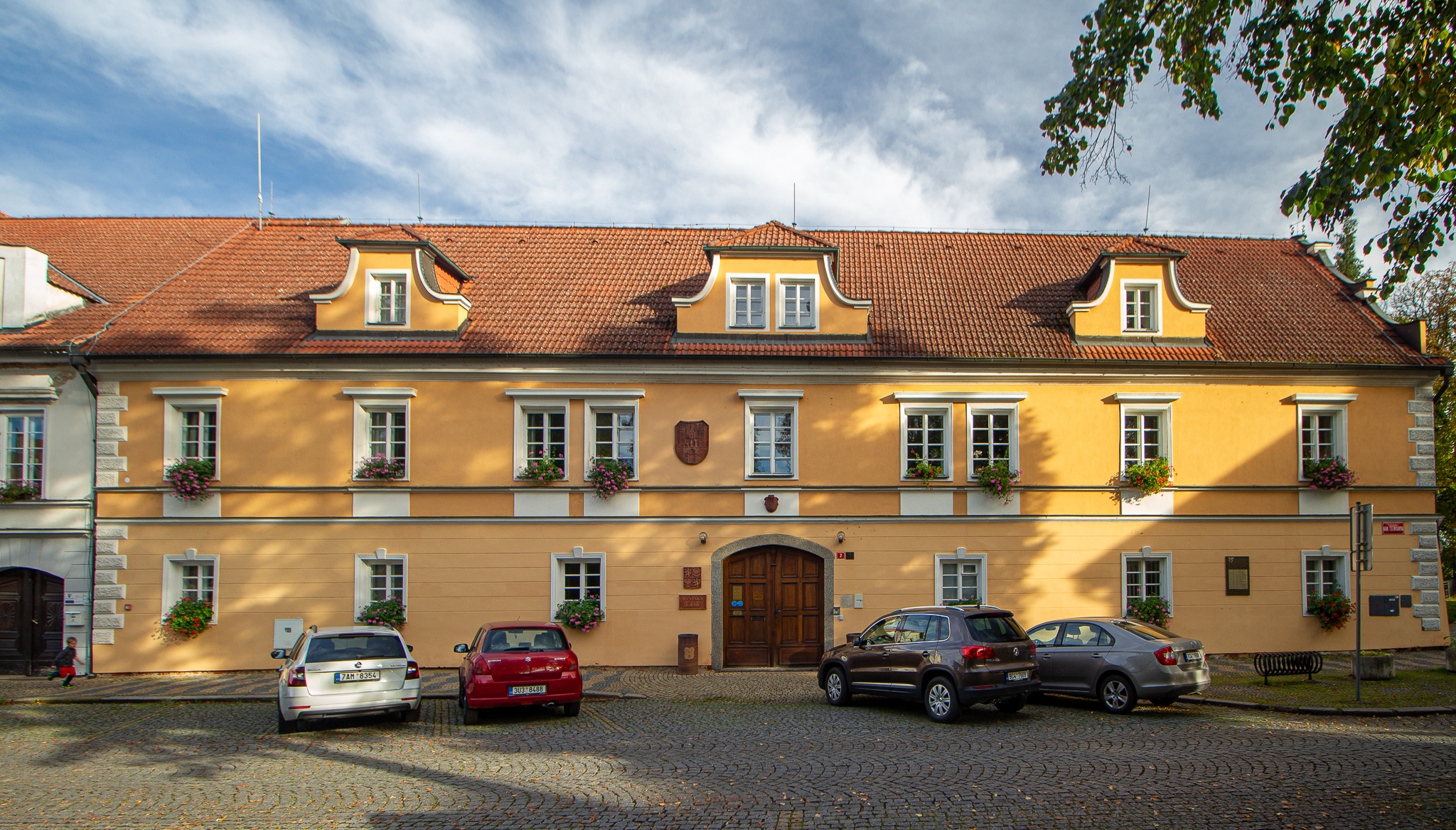
Nová radnice
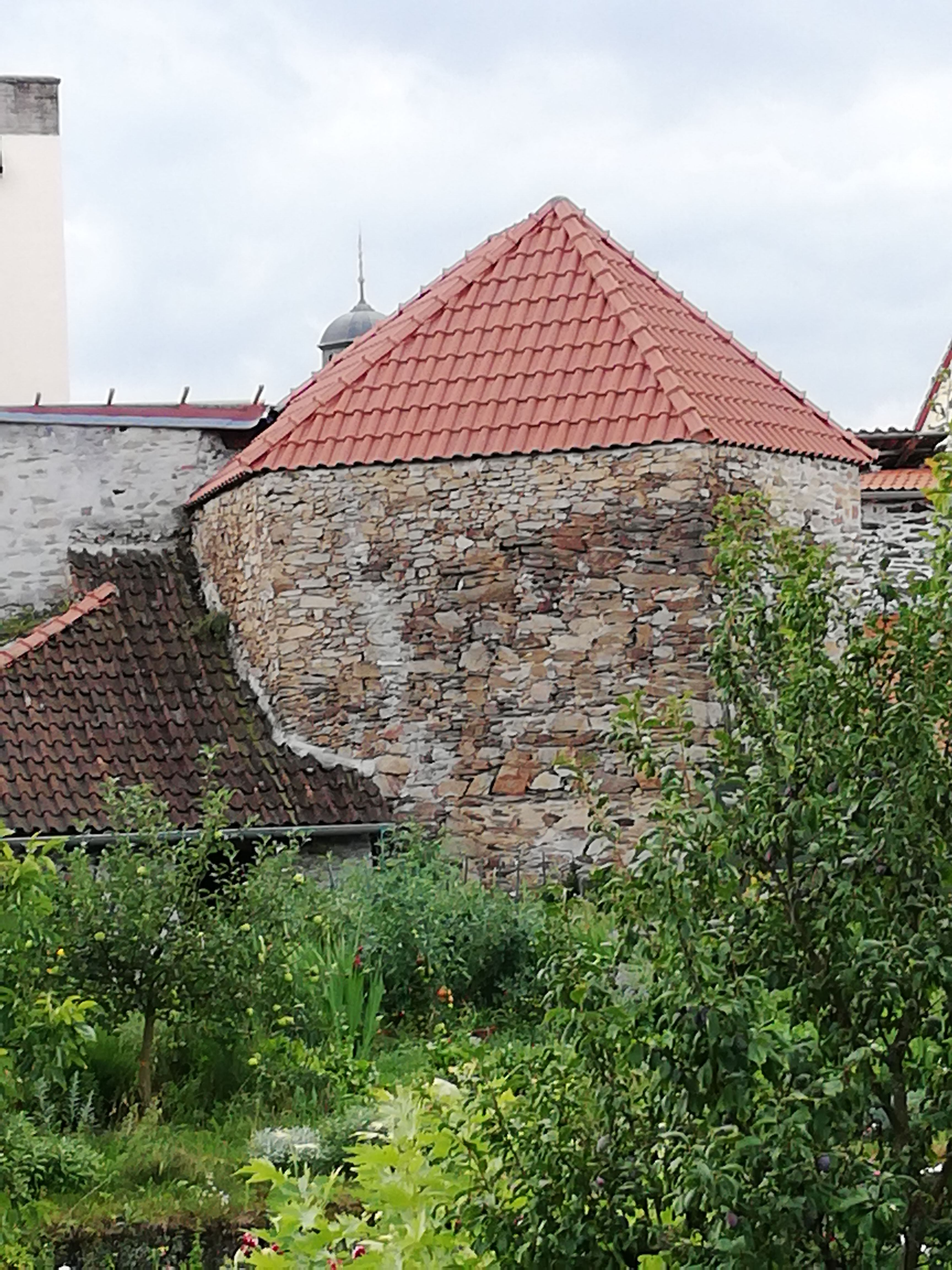
Městské opevnění
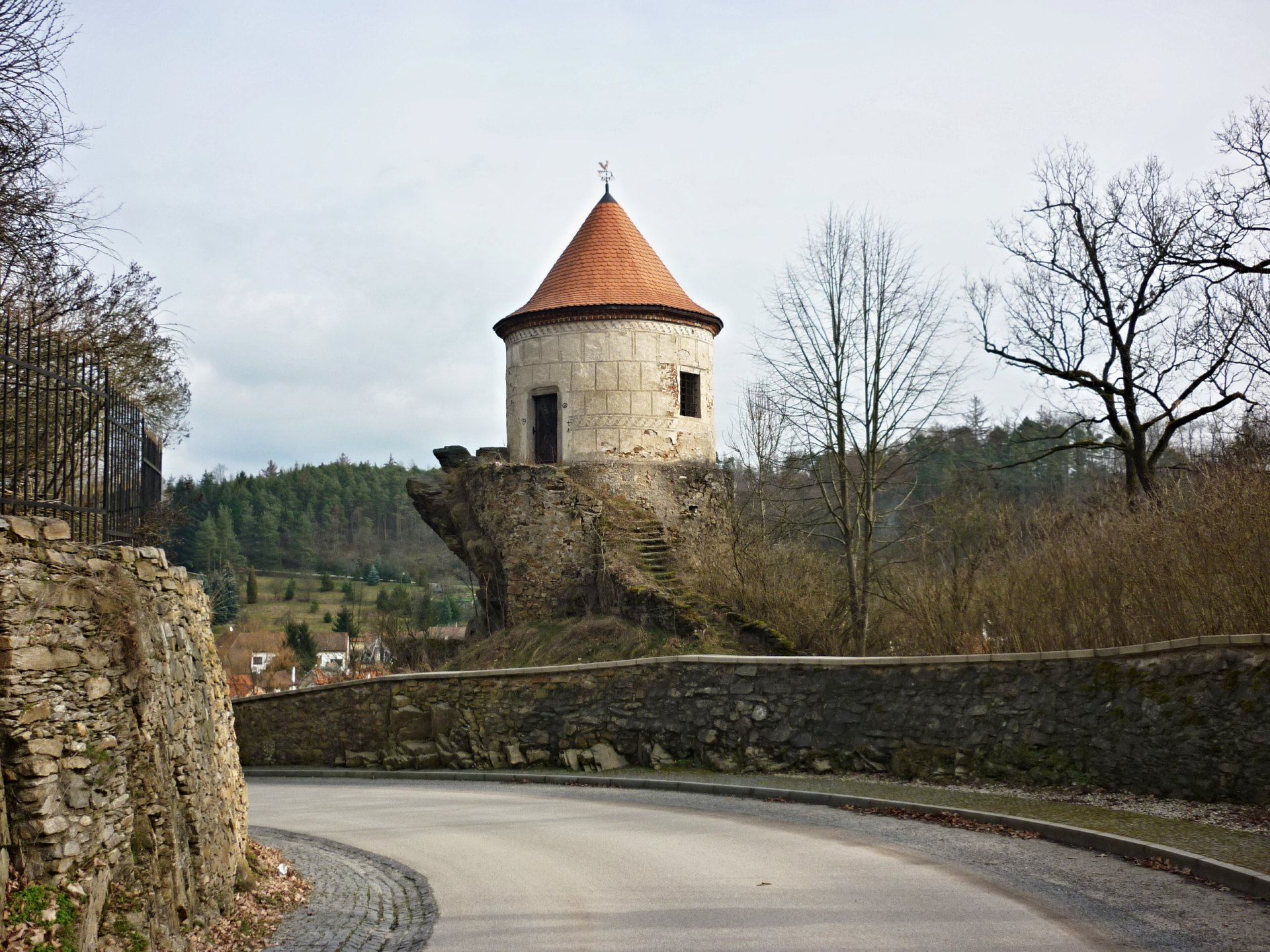
Hláska Kohoutek
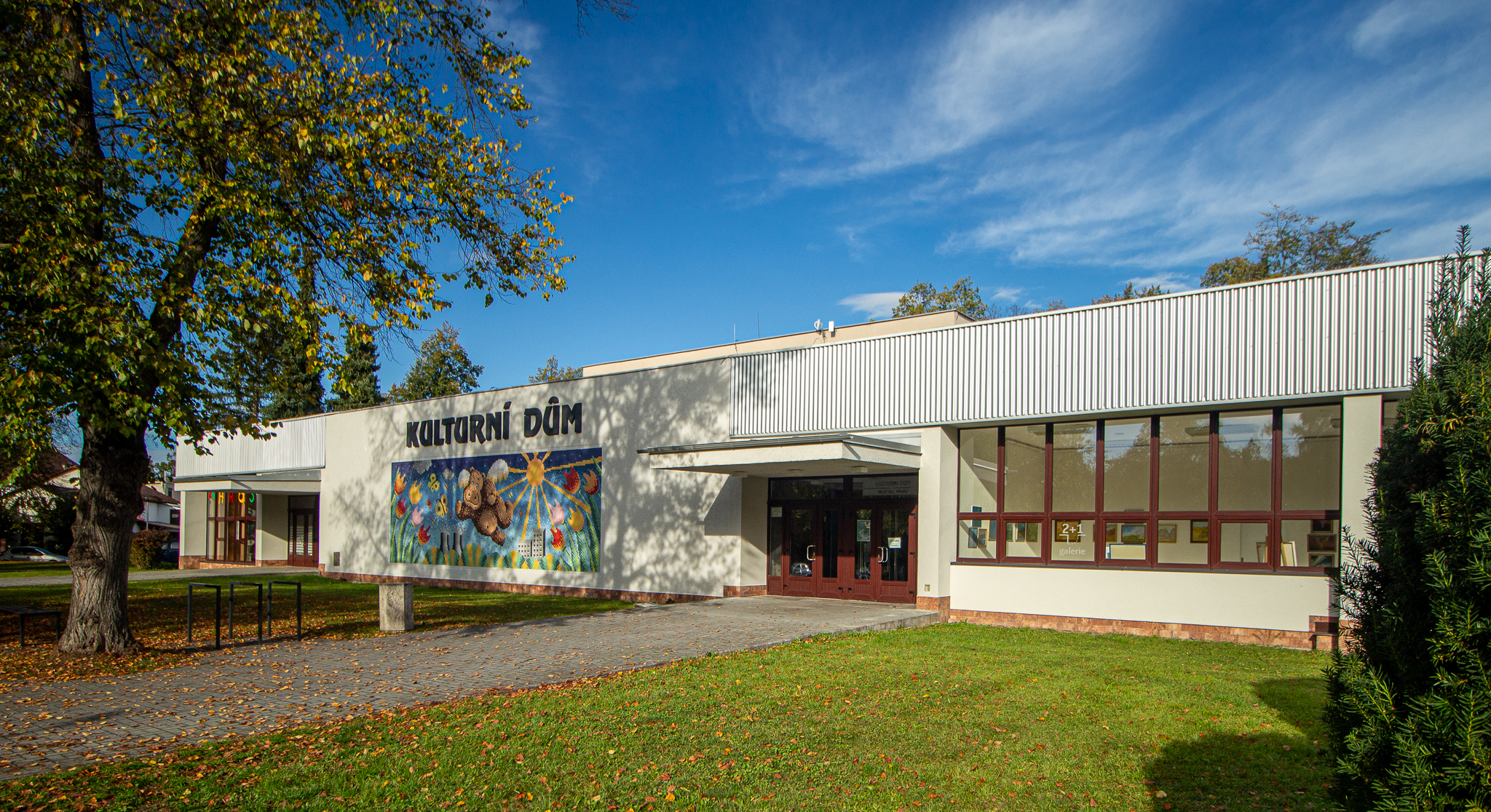
Kulturní dům a knihovna